# Britische Unterhauswahl 1992
| Regierung (336): Conservative 336 |  | Opposition (315): Labour 271 LibDem 20 UUP 9 SDLP 3 Plaid 3 SNP 3 DUP 3 UPUP 1 |

Zusammensetzung:

Die britische Unterhauswahl 1992 fand am 9. April 1992 statt. Gewählt wurde in 651 Wahlkreisen (vorher 650) nach dem relativen Mehrheitswahlrecht. Die Konservative Partei unter John Major errang einen von den Prognosen nicht vorausgesagten Sieg gegen Labour unter Neil Kinnock und stellte bis zum Labour-Sieg am 1. Mai 1997 die Regierung. Es war der vierte Wahlsieg der Konservativen in Folge, nach den Wahlsiegen 1979, 1983 und 1987 mit Margaret Thatcher als Spitzenkandidatin. Die Konservativen gewannen mit 14.093.007 Stimmen, mehr Stimmen, als jemals eine andere Partei in der Geschichte der britischen Unterhauswahlen bis heute (Stand 2023) erlangen konnte. Die Partei erhielt mit 41,9 Prozent der Stimmen 336 von 651 Unterhaussitzen (51,6 %).

## Vorgeschichte
Margaret Thatcher, die 1987 noch die Wahlen gewann, wurde im November 1990 von ihrer eigenen Partei zum Rücktritt gezwungen. Die Conservative Party mit Thatcher an der Spitze hatte in ihrer Regierungszeit zum Schluss versucht eine Poll-Tax einzuführen, die in der Bevölkerung unpopulär war, weswegen ein vierter Wahlsieg mit der Premierministerin als unwahrscheinlich angesehen wurde. Ihr Nachfolger wurde Schatzkanzler John Major, der es schaffte die schlechten Umfragewerte durch einen volksnahen Wahlkampf zu einem Gleichstand mit Labour zu verkürzen. Er reiste mit einer Soapbox in verschiedene Wahlkreise und hielt mitten in Fußgängerzonen Reden, die einerseits beklatscht und anderseits gestört wurden. Meistens verschaffte er sich Gehör mit einem Megaphon oder einem Mikrofon.

## Wichtige Parteiführer

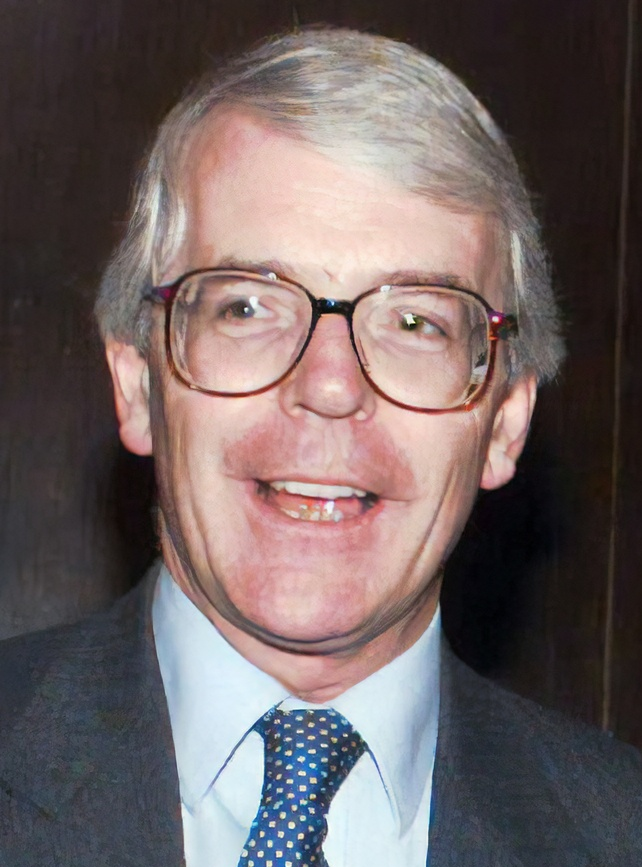
Premierminister John Major (Conservatives)
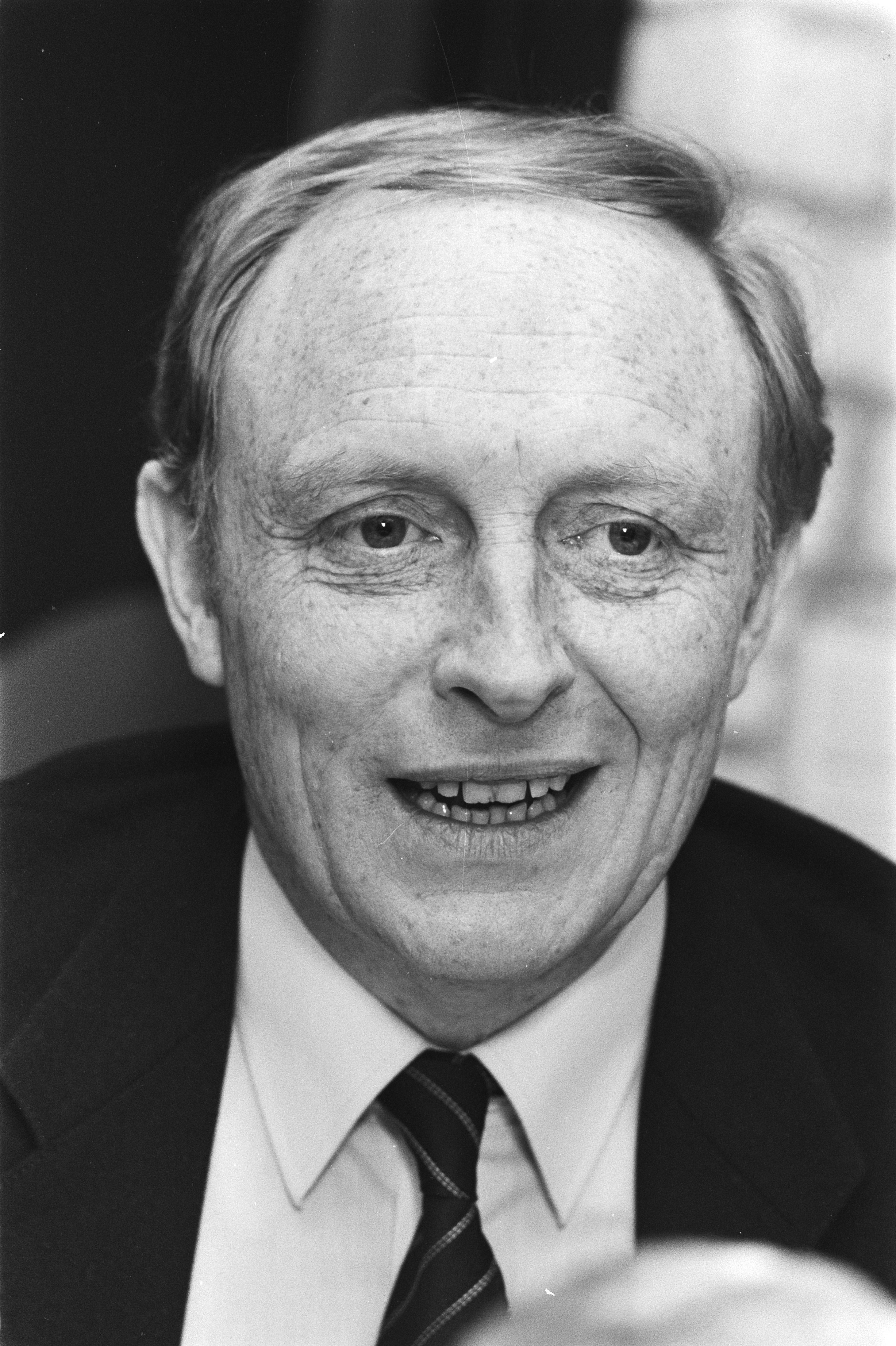
Oppositionsführer Neil Kinnock (Labour)
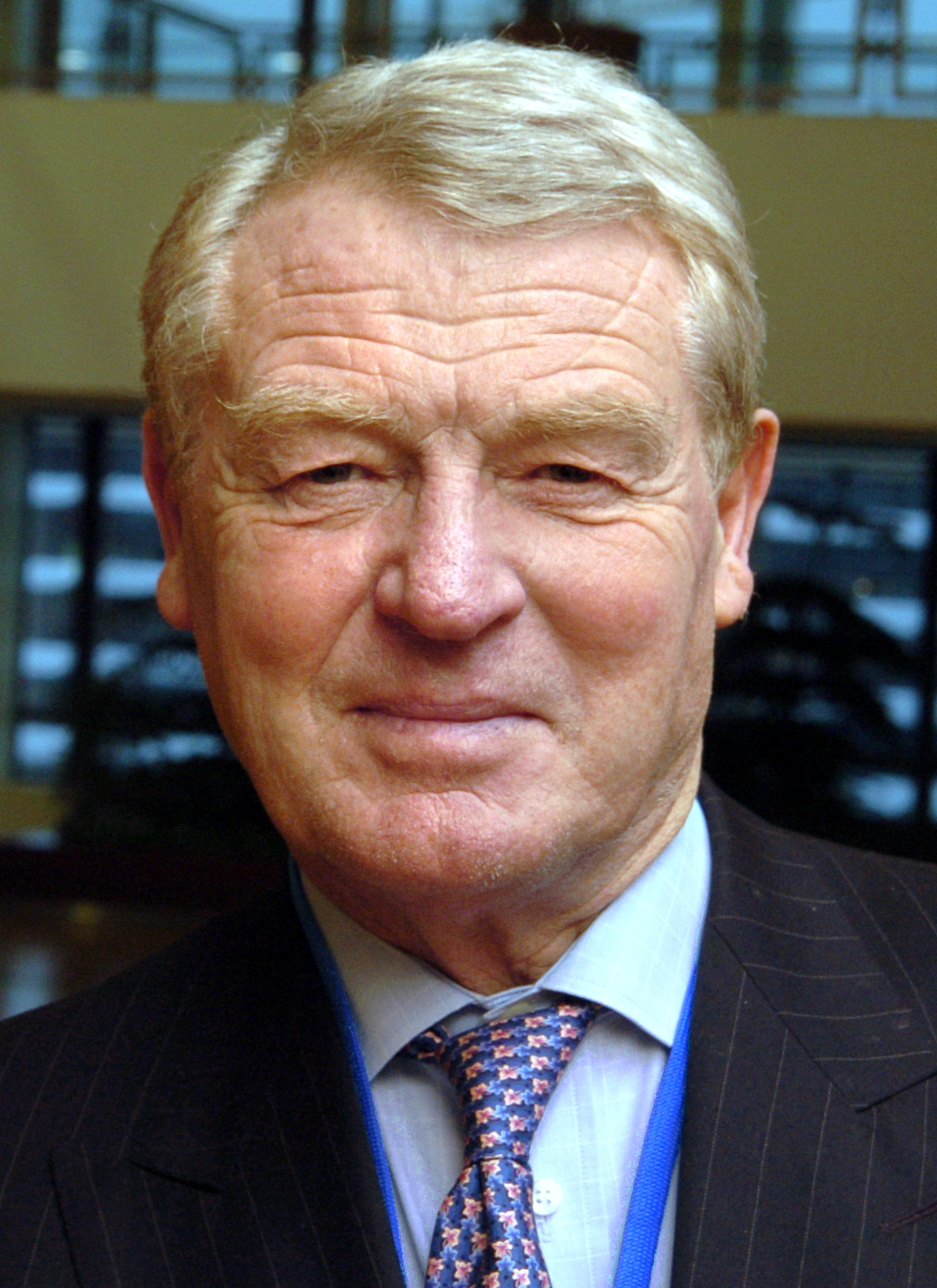
Member of Parliament Paddy Ashdown (Liberal Democrats)

## Wahlergebnisse

Ergebnisse nach Wahlkreisen. Die Farben entsprechen der nebenstehenden Tabelle.

| Partei          | Partei                             | Stimmen    | Stimmen | Stimmen | Mandate | Mandate |
| Partei          | Partei                             | Anzahl     | %       | +/−     | Anzahl  | +/−     |
| --------------- | ---------------------------------- | ---------- | ------- | ------- | ------- | ------- |
|                 | Conservative Party                 | 14.093.007 | 41,9    | −0,3    | 336     | −40     |
|                 | Labour Party                       | 11.560.484 | 34,4    | +3,6    | 271     | +42     |
|                 | Liberal Democrats                  | 5.999.384  | 17,8    | −4,8    | 20      | −2      |
|                 | Scottish National Party            | 629.564    | 1,9     | +0,6    | 3       | −       |
|                 | Ulster Unionist Party              | 271.049    | 0,8     | −       | 9       | −       |
|                 | Social Democratic and Labour Party | 184.445    | 0,5     | −       | 4       | +1      |
|                 | Green Party of England and Wales   | 171.927    | 0,5     | +0,2    | −       | −       |
|                 | Plaid Cymru                        | 148.232    | 0,5     | +0,1    | 4       | +1      |
|                 | Democratic Unionist Party          | 103.039    | 0,3     | −       | 3       | −       |
|                 | Sinn Féin                          | 78.291     | 0,2     | −0,1    | −       | −1      |
|                 | Alliance Party of Northern Ireland | 68.665     | 0,2     | −       | −       | −       |
|                 | Liberal Party                      | 64.744     | 0,2     | −       | −       | −       |
|                 | Natural Law Party                  | 62.888     | 0,2     | +0,2    | −       | −       |
|                 | Social Democratic Party            | 35.248     | 0,1     | +0,1    | −       | −       |
|                 | Unabhängige Labour                 | 33.072     | 0,1     | −       | −       | −       |
|                 | Ulster Popular Unionist Party      | 19.305     | 0,1     | −       | 1       | −       |
|                 | Unabhängige                        | 18.577     | 0,1     | −       | −       | −       |
|                 | Sonstige                           | 72.153     | 0,2     | −       | −       | −       |
|                 | Gesamt                             | 33.614.074 | 100,0   |         | 651     |         |
| Wahlberechtigte | Wahlberechtigte                    | 43.275.316 |         |         |         |         |
| Wahlbeteiligung | Wahlbeteiligung                    | 77,67 %    |         |         |         |         |
| Quelle:         |                                    |            |         |         |         |         |

## Nachwahlen
| Wahlkreis                                              | Datum      | Ausgeschiedene     | Ausgeschiedene | Nachgerückte        | Nachgerückte |
| Wahlkreis                                              | Datum      | Name               | Partei         | Name                | Partei       |
| ------------------------------------------------------ | ---------- | ------------------ | -------------- | ------------------- | ------------ |
| Newbury                                                | 06.05.1993 | Judith Chaplin     | Cons           | David Rendel        | LD           |
| Christchurch                                           | 29.07.1993 | Robert Adley       | Cons           | Diana Maddock       | LD           |
| Rotherham                                              | 05.05.1994 | Jimmy Boyce        | Labour         | Denis MacShane      | Labour       |
| Barking                                                | 09.06.1994 | Jo Richardson      | Labour         | Margaret Hodge      | Labour       |
| Bradford South                                         | 09.06.1994 | Bob Cryer          | Labour         | Gerry Sutcliffe     | Labour       |
| Dagenham                                               | 09.06.1994 | Bryan Gould        | Labour         | Judith Church       | Labour       |
| Eastleigh                                              | 09.06.1994 | Stephen Milligan   | Cons           | David Chidgey       | LD           |
| Newham North East                                      | 09.06.1994 | Ron Leighton       | Labour         | Stephen Timms       | Labour       |
| Monklands East                                         | 30.06.1994 | John Smith         | Labour         | Helen Liddell       | Labour       |
| Dudley West                                            | 15.12.1994 | John Blackburn     | Cons           | Ian Pearson         | Labour       |
| Islwyn                                                 | 16.02.1995 | Neil Kinnock       | Labour         | Don Touhig          | Labour       |
| Perth and Kinross                                      | 25.05.1995 | Nicholas Fairbairn | Cons           | Roseanna Cunningham | SNP          |
| North Down                                             | 15.06.1995 | James Kilfedder    | UPUP           | Robert McCartney    | UK Unionist  |
| Littleborough and Saddleworth                          | 27.07.1995 | Geoffrey Dickens   | Cons           | Chris Davies        | LD           |
| Hemsworth                                              | 01.02.1996 | Derek Enright      | Labour         | Jon Trickett        | Labour       |
| South East Staffordshire                               | 11.04.1996 | David Lightbown    | Cons           | Brian Jenkins       | Labour       |
| Barnsley East                                          | 12.12.1996 | Terry Patchett     | Labour         | Jeff Ennis          | Labour       |
| Wirral South                                           | 27.02.1997 | Barry Porter       | Cons           | Ben Chapman         | Labour       |
|                                                        |            |                    |                |                     |              |
| Quelle: House of Commons Information Office Factsheets |            |                    |                |                     |              |

## Nach der Wahl
Während des Wahlkampfes wurde oft ein Kopf-an-Kopf-Rennen der Labour-Partei und der Konservativen vorausgesagt. Allerdings gaben viele konservative Wähler in Umfragen nicht zu, dass sie die Tories wählen würden. Dieses Phänomen nannte man Shy Tory Effect, zu dem es 2015 erneut kam. So konnte die Conservative Party zum vierten und bis 2015 letzten Mal eine knappe absolute Mehrheit gewinnen. John Major blieb Regierungschef und bildete seine zweite Regierung. Neil Kinnock trat als Parteivorsitzender der Labour-Partei zurück, um Platz für John Smith zu machen. Nach dessen Tod wurde Tony Blair neuer Vorsitzender. Die zweite Regierungszeit Majors war geprägt durch interne Streitigkeiten in Partei und Regierung und führten dazu, dass seine knappe Mehrheit im Unterhaus 1996 durch verlorene Nachwahlen und Austritte endgültig verloren ging. Die letzten Monate im Amt war er von der Unterstützung der Ulster Unionists abhängig und verlor die folgenden Wahlen 1997 haushoch gegen Labour.